# Maçana (Campanet)
Maçana és una antiga possessió del terme de Campanet, a Mallorca. Confrontava amb Míner Petit, la Mola, es Rafalet, Caselles, es camí vell de Pollença, Son Renego i Son Monjo. Està situada a la Vall de Sant Miquel, al peu de la Serra de Tramuntana.

## Situació
Les cases de Maçana estan a 120 m d'altura, a la conca que, a través del Mal torrent de Maçana, vessa cap al torrent de Sant Miquel i s'Albufera. Els terrenys geològics que ocupa són dolomies massives i bretxes del juràssic superior, encara que a la zona també hi ha dolomies, margues i carnioles del triàsic (retià) i margues del juràssic i del cretàcic. Al nord de les cases hi ha la Cuculla de Maçana (320 m), al nord-est el Puig de Caselles, al nord-oest hi queda el Puig de Ca de Son Monjo (240 m) i el Putxet de ses Abelles (117 m). Al sud hi ha les terres de Fangar, voltades pel Puig de Fangar (300 m) i el Puig Blanc (260 m).

## Història
Feia part de l'alqueria de Biniatrò que en el Repartiment correspongué a Ramon Llull, ciutadà de Barcelona. El 1359, ja segregada de Biniatrò, passà als Bennàsser (tal vegada descendents de Ben Abet), a partir de llavors Bennàsser de Maçana, que en mantingueren la titularitat del segle xiv al XX. El segle xiv tenia cases, amb torre de defensa, i era dedicada a olivars, garroverars, vinya i cereals i llegums. Dins la possessió hi havia extensos alzinars. A la zona nord, l'altiplà conegut com el Pla de ses Murteres o la Plana des Caragol havia estat artigat pels roters al llarg dels segles XIV i XV i es dedicava a la producció de murta per als adobadors de cuiros. Devers 1580, Joan Bennàsser de Maçana adquirí la Mola, formant un conjunt que es mantingué unit fins al segle xx. El 1585 pertanyia a Joan Bennàsser i tenia cases, celler, tafona i molí de sang. Hi havia 220 ovelles, 85 cabres, setze bous, onze porcs i quatre someres. El bestiar de feina eren tres cavalls i quatre muls. El 1605 era de Joanot Bennàsser hi hi havia 400 ovelles i 120 cabres. Comptava amb un apiari arrel del qual deriva el nom del puig de ses Abelles. Vora les cases hi havia un sistema hidràulic que permetia una superfície de regadiu amb tarongers, hortalisses, cànem i lli. El 1910, amb la mort de Mateu Bennàsser Bisquerra s'extingí agnatíciament la branca dels Bennàsser de Maçana. La propietat passà als Gelabert de Can Vic i després als Calvo, que la vengueren als Feliu el 1967. El 1978 tornà ser venuda i fragmentada. D'aquesta segragació n'han derivat Maçana Vell, de 200 quarterades i amb les cases antigues, i Maçana Nou. La casa pairal dels Bennàsser de Maçana és a la plaça Major de Campanet, on s'hi conserva l'arxiu familiar.

## Llocs d'interès
- Cova de Maçana. Hipogeu del pretalaiòtic mitjà. Catalogat amb el codi RI-51-0001878.